# 大分空港道路

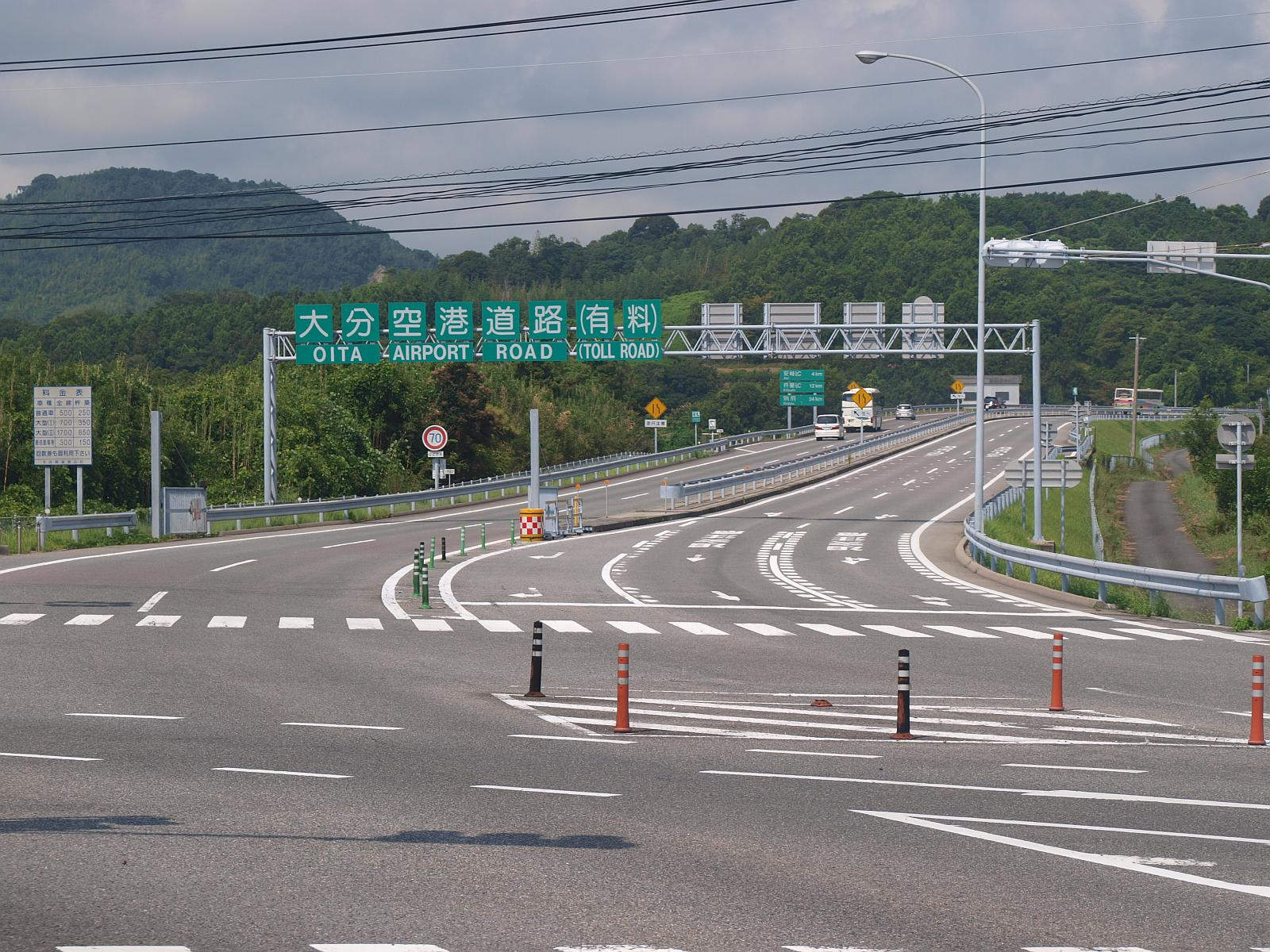
大分空港道路（国道213号安岐交点）

大分空港道路（おおいたくうこうどうろ、英語: OITA AIRPORT ROAD）は、大分県速見郡日出町と大分空港を結ぶ地域高規格道路である。国道10号日出バイパスと国道213号、および大分県道404号糸原杵築線のバイパスから構成される。
一般的に大分空港道路は先行開通区間である国道213号日出交点 - 国道213号安岐交点間、およびその延伸部を指す。この区間は大分県道路公社が一般有料道路として管理していたが、2010年（平成22年）12月1日に無料化されている。無料化に伴い、大分県別府土木事務所に管轄が変わった。
全線が自動車専用道路である。
高速道路ナンバリングによる路線番号は、日出バイパスとともに「E97」が割り振られている。

## 概要

### 国道213号大分空港道路（延伸部）
- 始点：大分県速見郡日出町大字藤原（日出IC）
- 終点：大分県速見郡日出町大字藤原（藤原JCT）
- 距離：2.5 km
- 道路幅員：10.5 m
- 車線数：暫定2車線
- 車線幅員：3.5 m

### 国道213号大分空港道路および大分県道404号糸原杵築線
- 始点：大分県速見郡日出町大字大神
- 終点：大分県国東市安岐町塩屋
- 距離：20.4 km
- 道路幅員：10.5 m
- 車線数：暫定2車線
- 車線幅員：3.5 m
  - 起点から杵築ICまでは国道213号、杵築ICから終点までは大分県道404号糸原杵築線である。

## 沿革
- 1991年（平成3年）11月25日 : 大分空港道路国道213号日出交点 - 国道213号安岐交点間（先行開通区間）開通。
- 2002年（平成14年）3月30日 : 日出バイパス速見IC - 日出ICおよび大分空港道路延伸部日出IC - 藤原JCT間開通。
- 2010年（平成22年）12月1日 : 大野川大橋有料道路および米良有料道路とともに無料化[3]。

## インターチェンジなど

### 国道213号大分空港道路
| IC 番号              | 施設名  | 接続路線名                   | 起点から (km) | 備考                     | 所在地        |
| -------------------- | ------- | ---------------------------- | ------------- | ------------------------ | ------------- |
| 国道10号日出バイパス |         |                              |               |                          |               |
|                      | 日出IC  | 国道10号（現道）             | 0.0           |                          | 速見郡 日出町 |
|                      | 藤原JCT | E97 大分空港道路（杵築方面） | 2.5           | 日出交点方面とは接続せず | 速見郡 日出町 |

| IC 番号                         | 施設名    | 接続路線名                           | 起点から (km) | 備考                        | 所在地        |
| ------------------------------- | --------- | ------------------------------------ | ------------- | --------------------------- | ------------- |
| -                               | 日出交点  | 国道213号（現道）                    | 0.0           |                             | 速見郡 日出町 |
|                                 | 藤原JCT   | E97 大分空港道路延伸部（日出IC方面） | 2.4           | 延伸部とは杵築方面のみ接続  | 速見郡 日出町 |
| -                               | 相原PA    |                                      | 2.9           | 下り線のみ                  | 杵築市        |
|                                 | 杵築IC/TB | 県道49号大田杵築線                   | 7.8           | 2010年12月1日本線料金所廃止 | 杵築市        |
| 大分県道404号糸原杵築線バイパス |           |                                      |               |                             |               |

### 大分県道404号糸原杵築線バイパス
| IC 番号                | 施設名    | 接続路線名                  | 起点から (km) | 備考                        | 所在地 |
| ---------------------- | --------- | --------------------------- | ------------- | --------------------------- | ------ |
| 国道213号大分空港道路  |           |                             |               |                             |        |
|                        | 杵築IC/TB | 県道49号大田杵築線          | 7.8           | 2010年12月1日本線料金所廃止 | 杵築市 |
|                        | 安岐IC    | 県道404号糸原杵築線（現道） | 16.1          |                             | 国東市 |
| -                      | 安岐交点  | 国道213号（杵築方面）       | 20.4          |                             | 国東市 |
| 国道213号 大分空港方面 |           |                             |               |                             |        |

## 通行料金
無料化以前の通行料金は以下の通りであった。
- 杵築ICに料金所が本線上とランプの2箇所にあり、その他のIC・出入口に料金所はない。杵築ICを除く区間で利用する場合は「全線」を利用したということになり、杵築ICの本線料金所で通行料金を支払う。
- 日出バイパスの通行料金は別途扱いとなる。
- 料金支払いは現金または回数券のみでETCまたはクレジットカードでの支払いはできない。

### 料金表
全線を走行する場合（日出IC・藤原JCT←→安岐IC・かっこ内は往復料金）
- 普通車 : 500円（800円）
- 軽自動車等 : 300円（480円）
- 大型車I : 700円（1,280円）
- 大型車II : 1,700円（3,110円）

一部区間のみの場合（日出IC・藤原JCT - 杵築IC・安岐IC - 杵築IC）
- 普通車 : 250円
- 軽自動車等 : 150円
- 大型車I : 350円
- 大型車II : 850円

### 往復料金について
往復利用の場合、往路の際に料金収集員に「往復」と申し出ると、通常料金よりも安く設定された往復料金で通行できる。収集員に「往復」と申し出た場合、通常よりも安い往復料金を支払い、往復券（回数券になっている）を受け取る。復路の際に往復券を収集員に提示すると、裏面の回数券が回収されて残りが往復分の領収書となる。

## 通過市町村
- 大分県
  - 速見郡日出町 - 杵築市 - 国東市

## 交通量
24時間交通量（台） 道路交通センサス
| 区間                 | 平成17（2005）年度 | 平成22（2010）年度 | 平成27（2015）年度 |
| -------------------- | ------------------ | ------------------ | ------------------ |
| 日出IC - 藤原JCT     | 2,293              | 5,190              | 6,287              |
| 会下交差点 - 藤原JCT | 2,595              | 5,656              | 8,215              |
| 藤原JCT - 杵築IC     | 4,799              | 10,939             | 14,722             |
| 杵築IC - 安岐IC      | 3,832              | 3,908              | 8,609              |
| 安岐IC - 塩屋交差点  | 5,080              | 5,839              | 9,209              |

（出典：「平成22年度道路交通センサス」・「平成27年度全国道路・街路交通情勢調査」（国土交通省ホームページ）より一部データを抜粋して作成）
- 令和2年度に実施予定だった交通量調査は、新型コロナウイルスの影響で延期された[5]。